# Țarev Brod, Șumen
Țarev Brod (în bulgară Царев Брод) este un sat în comuna Șumen, regiunea Șumen,  Bulgaria. 

## Demografie
Componența etnică a satului Țarev Brod
     Bulgari (59,55%)
     Turci (22,58%)
     Nicio identificare (13,61%)
     Altele (4,24%)
La recensământul din 2011, populația satului Țarev Brod era de 1.271 locuitori. Din punct de vedere etnic, majoritatea locuitorilor (59,55%) erau bulgari, cu o minoritate de turci (22,58%). Pentru 13,61% din locuitori nu este cunoscută apartenența etnică.